# مارك فيفيان فويه
مارك فيفيان فويه (بالفرنسية: Marc-Vivien Foé)‏ (1 مايو 1975 في ياوندي - 26 يونيو 2003 في ليون) لاعب كرة قدم كاميروني راحل كان يجيد اللعب في خط الوسط .

## المسيرة الرياضية
بدأ فويه مسيرته الرياضية ناشئا في صفوف نادي الدرجة الثانية الكاميروني يونيون غارووا ثم انتقل إلى نادي كانون ياوندي أحد أكبر الأندية الكاميرونية سنة 1991 . ساهم في فوز النادي ببطولة كأس الكاميرون 1993 وفي سبتمبر من نفس السنة شارك في أول مباراة دولية مع منتخب الكاميرون في مواجهة منتخب المكسيك وديا . في السنة التالية تم استدعائه للانضمام إلى صفوف منتخب الكاميرون المشارك في نهائيات بطولة كأس العالم لكرة القدم 1994 التي أقيمت في الولايات المتحدة حيث شارك في جميع مباريات الدور الأول الثلاث أساسيا أمام منتخبات البرازيل ، السويد ، وروسيا . بسبب تأخر صرف المكافئات المالية فإن لاعبي منتخب الكاميرون لم يلتزموا بتقديم أداء عالي المستوى وخرجوا من الدور الأول بعد خسارتين وتعادل وحيد مع منتخب السويد وفشلوا في تكرار نفس النتائج التي حققوها في بطولة كأس العالم لكرة القدم 1990 عندما وصلوا إلى الدور الربع النهائي وخرجوا بعد تمديد الوقت بالخسارة من منتخب إنجلترا . على الرغم من ذلك فإن أداء فويه كان باهرا واستطاع جذب اهتمام العديد من الأندية الأوروبية . بعدما رفض عرضا رسميا من نادي أوكسير للانضمام إليه بصفة هاوي وافق على الانضمام إلى نادي لنس . شارك في أول مباراة رسمية في 13 أغسطس 1994 أمام نادي مونبلييه وانتهت بالفوز 2-1 . خلال المواسم الخمس التي قضاها في النادي الذي يقع في الشمال الفرنسي ساهم في تحقيق بطولة دوري الدرجة الأولى مرة واحدة موسم 1997-1998 . في خلال ذلك الموسم تقدم نادي مانشستر يونايتد الإنجليزي بعرض رسمي بقيمة 3 ملايين جنيه إسترليني للتعاقد معه وتم رفض العرض ولكن استمرت المفاوضات حتى تعرض فويه لإصابة في الرجل جعل مسئولي النادي الإنجليزي ينسحبون من المفاوضات لأنها أبعدته أيضا عن المشاركة مع منتخب الكاميرون في بطولة كأس العالم لكرة القدم 1998 التي أقيمت في فرنسا . بعد شفائه من الإصابة انضم إلى نادي وست هام يونايتد الإنجليزي مقابل 4.2 مليون جنيه إسترليني في يناير 1999 . واعتبرت قيمة الصفقة رقما قياسيا للنادي اللندني . خلال موسم ونصف الموسم شارك فويه في 38 مباراة في بطولة الدوري الإنجليزي الممتاز مسجلا هدف واحد فقط .
في صيف سنة 2000 عاد إلى فرنسا وانتقل إلى نادي ليون ولكن غاب عن أغلبية مباريات الموسم بسبب إصابته بمرض الملاريا ولكنه شفي قبل نهاية الموسم وساهم في فوز ناديه ببطولة كأس الدوري الفرنسي سنة 2001 ثم بطولة دوري الدرجة الأولى موسم 2001-2002 . تم استدعائه للمشاركة مع منتخب الكاميرون في بطولة كأس العالم لكرة القدم 2002 التي أقيمت في كوريا الجنوبية واليابان معا وعلى الرغم من تطور أداء ومستوى لاعبي المنتخب إلا أنه خرج من الدور الأول بخسارته من منتخب ألمانيا وتعادله مع منتخب أيرلندا وفوزه على منتخب السعودية .
عاد فويه إلى الملاعب الإنجليزية وتمت إعارته إلى نادي مانشستر سيتي لموسم واحد 2002-2003 . شارك في أول مباراة أمام نادي ليدز يونايتد وخسر 0-3 . قرر المدير الفني الإنجليزي كيفن كيغان الاعتماد على فويه في التشكيلة الأساسية حيث شارك في 38 مباراة من أصل 41 مباراة في جميع البطولات . أول هدف سجله كان في مرمى نادي سوندرلاند على ملعب الأضواء في 9 ديسمبر 2002 ومع حلول نهاية شهر يناير سجل فويه خمس أهداف أخرى . وفي نهاية الموسم أصبح مجموع أهدافه 9 أهداف . آخر أهدافه كان آخر هدف سجله لاعبو نادي مانشستر يونايتد على ملعبه القديم مين رود وكان في مرمى نادي سوندرلاند وانتهت المباراة بالفوز 3-0 في 21 أبريل .

## وفاته

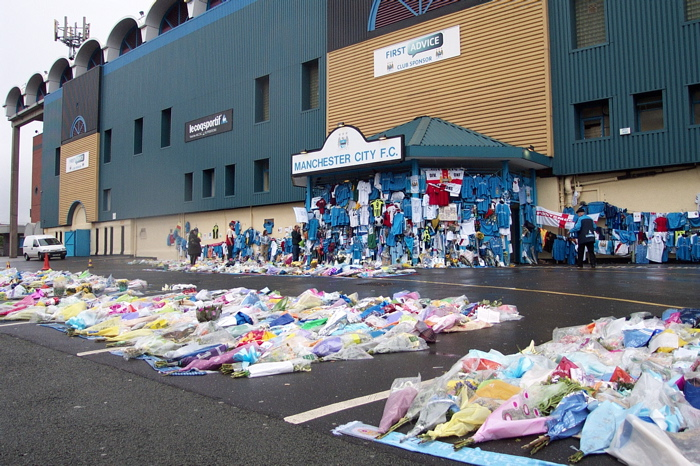
مشجعو نادي مانشستر سيتي وضعوا الأزهار أمام مدخل النادي عند وفاة فويه

في يونيو 2003 تم استدعاء فويه للمشاركة مع منتخب الكاميرون في بطولة كأس القارات 2003 التي أقيمت في فرنسا . شارك في المباراتين الأوليتين أمام منتخبي البرازيل وتركيا والتي انتهتا بالفوز 1-0 ثم قرر المدرب إراحته في المباراة الثالثة أمام منتخب الولايات المتحدة بعدما ضمن التأهل حيث انتهت المباراة بالتعادل السلبي بدون أهداف .
في 26 يونيو 2003 واجه منتخب الكاميرون منتخب كولومبيا في الدور النصف النهائي على ملعب نادي ليون غيرلاند. في الدقيقة 72 سقط فويه في دائرة المنتصف من دون أن يلمسه أي لاعب وقٌدمت له الاسعافات الأولية على أرضية الملعب فورا واستمرت لمدة 45 دقيقة في محاولة يائسة لاعادة نبضات القلب ولكن أُعلن عن وفاته رسميا على أرضية الملعب . بعد الفحص الطبي قررت لجنة الأآطباء بأن سبب وفاة فويه كان تضخم في عضلة القلب .
سببت وفاته صدمة للجميع . الجميع مدح أخلاق فويه حيث وصفوا بصاحب الشخصية الجادة والهزلية في الوقت نفسه . قرر الفرنسي تييري هنري إهداء هدفه الذي سجله في مرمى منتخب تركيا في مباراة الدور النصف النهائي الثانية لفويه . العديد طالبوا بتسمية البطولة باسم فويه وكذلك تكريم فويه من نادي ليون يتغيير اسم ملعبه من غيرلاند إلى مارك فيفيان فويه . قرر كيغان أن نادي مانشستر سيتي لن يسمح لأحد بلبس قميص فويه رقم 23 كنوع من التكريم له . قرر نادي لنس أول نادي يحترف فيه لعب كرة القدم في أوروبا أن يطلق اسم شارع بالقرب من ملعبه فيليكس بولايرت . أقيمت جنازة فويه في الكاميرون .
قرر نادي ليون سحب القميص رقم 17 الذي كان يلعب به لمدة موسم كامل . ولكن في 16 يونيو 2008 قرر مسئولو نادي ليون تسليم القميص رقم 17 لمواطنه جان ماكون.

## روابط خارجية
- مارك فيفيان فويه على موقع الاتحاد الدولي (مؤرشف)  (الإنجليزية)
- مارك فيفيان فويه على موقع قاعدة بيانات كرة القدم.إي يو (الإنجليزية)
- مارك فيفيان فويه على موقع ليكيب (الفرنسية)
- مارك فيفيان فويه على موقع ناشيونال فوتبول تيمز (الإنجليزية)
- مارك فيفيان فويه على موقع Soccerbase.com (لاعب) (الإنجليزية)
- مارك فيفيان فويه على موقع عالم كرة القدم.نت (الإنجليزية)